# Trifoglio (araldica)
Trifoglio è un termine utilizzato in araldica per indicare una foglia araldica di tre lobi, male ordinati, colla codetta girata.
Simboleggia efficacia nelle lettere. Il suo smalto ordinario è il verde.
Solitamente, può essere gambuto, ovvero con il gambo di colore diverso.

D'argento, al trifoglio di verde (stemma di Rettigheim, Mühlhausen (Baden-Württemberg), in uso fino al 1972)
Trifoglio di verde (Berikon, Svizzera)
Tre trifogli d'argento (Murgenthal, Svizzera)
Di rosso, alla banda d'argento accompagnata da tre trifogli dello stesso (Saint-Aignan-Grandlieu, Francia)
D'azzurro, alla croce d'argento accantonata da quattro trifogli d'oro (Ambert, Francia)
D'argento, al Trifoglio di verde.
D'argento, al Trifoglio di rosso gambuto di verde.